# TVXQ
A TVXQ vagy DBSK (kínai illetve handzsa: 東方神起, pinjin: Dōngfāngshénqǐ, koreai: 동방신기 Tongbangsingi, japán: 東方神起 Tóhósinki) dél-koreai fiúegyüttes, melyet 2003-ban hozott létre az S.M. Entertainment. Nevük jelentése „A Kelet feltörekvő istenei”.
Az együttes pályafutása során számos rekordot megdöntött. Japánban az első külföldi fiúegyüttes lettek, akiknek sikerült az Oricon slágerlistáján első helyet szerezniük és ők az első külföldi előadó, akinek nyolc kislemeze vezette a japán slágerlistákat. A TVXQ az első koreai együttes, akik koncertet adhattak a presztízses, ötvenezer férőhelyes Tokyo Dome-ban. 2012 nyarán kislemezeladás tekintetében a valaha volt legsikeresebb nemzetközi együttes lettek az Oricon történetében, kislemezeikből pályafutásuk során összesen 3,1 millió darabot adtak el a szigetországban, ezzel megdöntötték a The Carpenters együttes tíz éve fennálló rekordját. Pályafutásuk első tíz évében több mint tízmillió példányban fogytak a lemezeik.
2009-ben az együttes három tagja, Hero, Micky és Xiah pert indított a kiadójuk ellen, kifogásolva a 13 évre kötött szerződésüket, melyet méltánytalannak tartottak és 3 milliárd von kártérítést követeltek a kiadótól. A bíróság a javukra ítélt, aminek hatására a méltányos kereskedelemért felelős bizottság mintaszerződések kiadását javasolta a szerződések szabályozása érdekében. Az incidenst követően a kivált három tag új együttest alapított JYJ néven, míg a megmaradt két tag, U-Know és Max duóként folytatta a pályafutását TVXQ név alatt.

## Névváltozatok
Az együttes több néven is ismert, aszerint, hogy a kínai írásjegyű nevüket melyik ázsiai országban hogyan ejtik. A 東方神起 koreai ejtése 동방신기, aminek népszerű latin betűs átírása Dong Bang Shin Ki vagy Dong Bang Shin Gi. A kínai ejtés népszerű átírása a Tong Vfang Xin Qi vagy Tong Vfang Xien Qi. A koreai nevük latin betűs rövidítése a DBSK, a kínaié a TVXQ vagy TVfXQ. A kínai írásjegyek olvasata Japánban népszerű latin betűs átírással Tohoshinki. Az angol nyelvű, illetve nemzetközi promóciók során a TVXQ nevet használják.

## Története

### 2003–2005: Debütálás,Tri-AngleésRising Sun
Az együttes tagjait különféle válogatókon és versenyeken fedezte fel az S.M. Entertainment. Kim Dzsunszut a Starlight Casting System válogatón szerződtették 14 éves korában. Kim Dzsedzsungra, Csong Junhóra és Sim Cshangminra az SM Youth Best Contest versenyen figyeltek fel. Pak Jucshon 2001-ben egy Amerikában rendezett válogatót nyert meg. Később az együttes tagjai művésznéven léptek fel, Dzsunszu Xiah, Junho U-Know, Dzsedzsung Hero, Cshangmin Max, Jucshon pedig Micky néven.
Debütálásuk előtt több nevet is fontolgatott a kiadó az együttes számára: Odzsangjukpu (오장육부, „Az öt zsigér”), Csonszorul Mokko Szanun Kore (전설을 먹고 사는 고래, „A legendákat nyelő bálna”) és Tong Pang Pul Phe (동방불패, „Legyőzhetetlen Kelet”). Utóbbit választották, végül azonban mégis elvetették az ötletet, mert a handzsa írásjegyek nem voltak elég esztétikusak. I Szuman egyik ismerőse vetette fel a Tongbangsingi (동방신기, „A Kelet feltörekvő istenei”) nevet, ami a végleges választás lett.
A TVXQ 2003. december 26-án debütált BoA és Britney Spears közös fellépésén, ahol a Hug című dalukat adták elő, valamint BoA közreműködésével az O Holy Night a cappella-verzióját. 2004. január 14-én jelent meg első kislemezük Hug címmel, amely 4. helyen debütált a havi slágerlistákon és összesen 169 532 példányban kelt el, amivel az év tizennegyedik legsikeresebb lemeze volt. Második kislemezük, a The Way U Are második helyen végzett, 214 069 eladott példánnyal az év kilencedik legtöbbet eladott lemeze lett. Első stúdióalbumuk, a Tri-Angle 2004 októberében jelent meg, első helyen debütált a toplistákon, és összesen 242 580 darabot adtak el belőle, ezzel az év nyolcadik legkeresettebb albuma volt.
2005 áprilisában a TVXQ Japánban próbált szerencsét az Avex Group alá tartozó Rhythm Zone kiadó segítségével, a Stay with Me Tonight című kislemezzel, melyet egy ötállomásos turné követett a szigetországban. Mielőtt visszatértek Koreába, Somebody to Love címmel újabb japán nyelvű dalt adtak ki. Második koreai nagylemezük, a Rising Sun 2005 szeptemberében jelent meg 222 472 eladott példánnyal az év negyedik legsikeresebb lemezeként. Az album címadó dala a 2009-es Halálos iram (Fast & Furious) című amerikai film egyik akciójelenetének háttérzenéje volt. Az együttes az évet két dallal zárta, a My Destiny című japán kislemezzel és a Show Me Your Love című koreai kislemezükkel, melyet a Super Juniorral közösen vettek fel. Utóbbiból 49 945 darab fogyott. A TVXQ a 2005-ös Mnet KM Music Video Festivalon elnyerte a legjobb videóklip díját a Rising Sunért, valamint a közönségdíjat is hazavihette.

### 2006–2007:Heart, Mind and Soulés"O"-Csong.Pan.Hap.

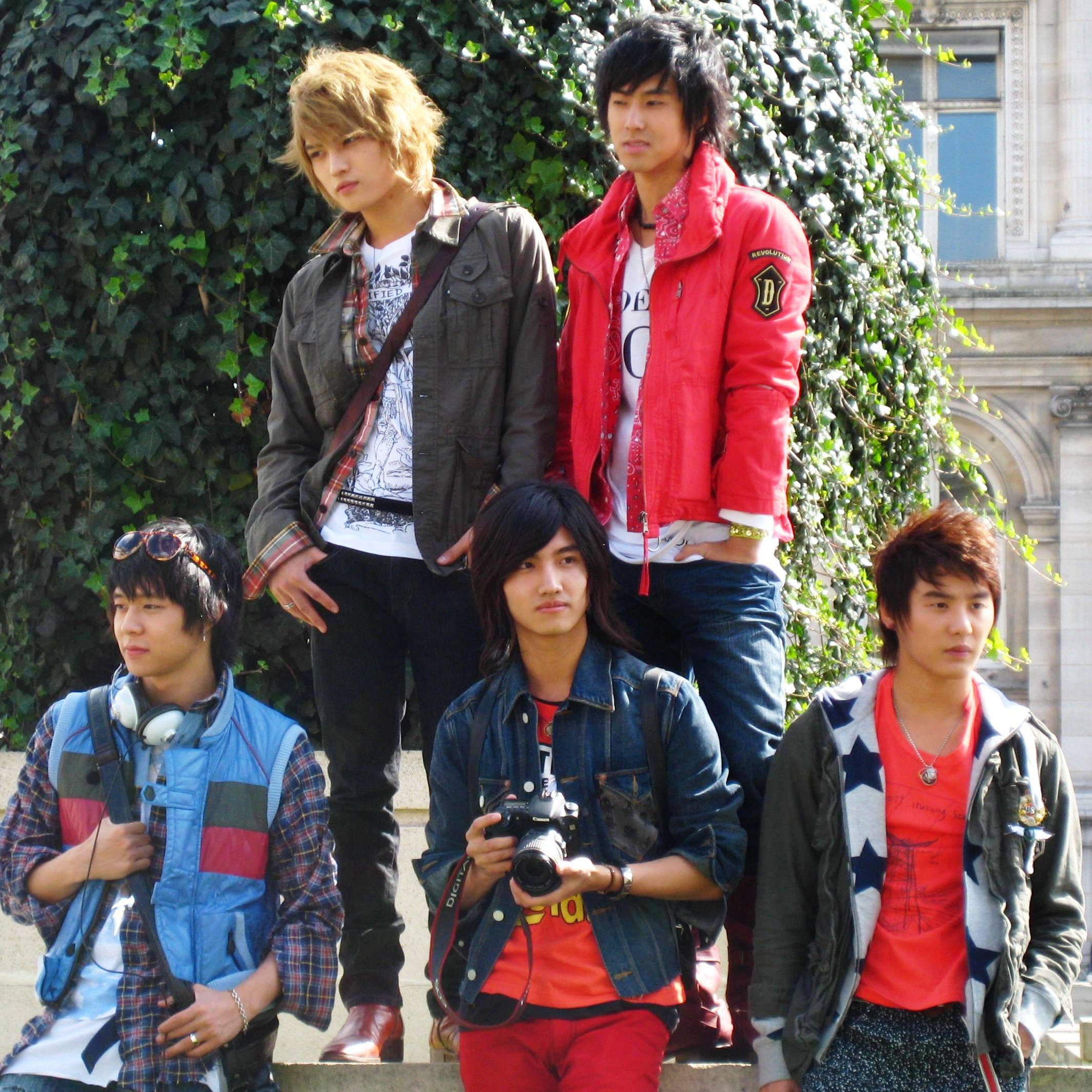
A TVXQ 2007-ben Párizsban
Fent balról: Hero és U-Know
Alul balról: Micky, Max és Xiah

A TVXQ 2006-ban Ázsia-turnéra indult, Dél-Korea mellett felléptek Kínában, Thaiföldön és Malajziában, utóbbi országban ők voltak az első koreai együttes. Márciusban megjelent az együttes negyedik japán kislemeze, az Aszu va Kuru Kara (明日は来るから; Hepburn: Asu wa Kuru Kara, ’Mert eljön a holnap’), amit első japán nagylemezük, a Heart, Mind and Soul követett. Az album 25. helyen nyitott az Oricon heti listáján 9554 eladott példánnyal. Egy hónappal később a Rising Sun/Heart, Mind and Soul című ötödik japán nyelvű kislemezük is felkerült az Oriconra a 22. helyen. Májustól júniusig az együttes Japánban turnézott (1st Live Tour 2006: Heart, Mind and Soul). Ezután újabb két kislemez következett, a Begin és a Sky, utóbbi a heti slágerlista hatodik helyén debütált, ez volt az első kislemezük, ami bejutott a Top 10-be az Oriconon. Azon a nyáron az együttes Hi Touch rendezvényén mintegy 25 000 japán rajongó vett részt, a Sky című dalt pedig egy reklámhoz a Baskin Robbins is felhasználta. A TVXQ fellépett az Avex évente megrendezett a-nation-koncertjein is, azonban U-Know nélkül, aki Malajziában bokasérülést szenvedett, és még nem épült fel.
2006 szeptemberében a TVXQ visszatért Koreába, ahol megjelentették harmadik nagylemezüket "O"-Csong.Pan.Hap. címmel, melynek szó szerinti jelentése: „O–tézis.antitézis.szintézis.”, Hegel elméletére utalva. 349 317 példányban fogyott, ezzel az év legsikeresebb lemeze volt Koreában. Két hónappal később újabb japán kislemez következett, a Miss you/"O"-Szei.Han.Gó (Miss you/"O"‐正・反・合; Hepburn: Miss You/"O" - Sei-Han-Gō), ami elsőként juttatta az együttest az Oricon Top 5-be, harmadik helyen. Az év végi MKMF Music Festivalon négy díjat nyertek: győztesek lettek az Év legjobb előadója és a Legjobb együttes kategóriában, emellett az Mnet.com és az Mnet Plus Mobile Közönségdíját is megkapták. A Golden Disk Awardson elvihették a Teszangot, valamint egy Ponszangot. Az SBS Music Awardson szintén elnyertek egy Ponszangot és egy Teszangot.
2007-ben a TVXQ újabb japán kislemezt adott ki Step By Step címmel, amelyet a The 2nd Asia Tour Concert ’O’ turné követett. Felléptek Szöulban, Tajpejben, Bangkokban, Kuala Lumpurban, Sanghajban és Pekingben összesen 390 000 rajongó előtt. Márciusban megjelent a Choosey Lover című kislemezük, valamint a Five in the Black című albumuk Japánban. Mindkettő a top 10-ben debütált az Oriconon. Májusban a Japan MTV Video Music Awardson a Best Buzz Asia in Korea-díjat nyerték el az "O"-Csong.Pan.Hap. albumukért. Júniustól decemberig öt japán kislemez következett, amelyek közül a Summer: Summer Dream/Song for You/Love in the Ice második lett az Oriconon, az együttes addigi legmagasabb helyezéseként. A TVXQ közreműködött Koda Kumi Last Angel című dalában, amit A Kaptár 3. – Teljes pusztulás Japánban vetített változatában is felhasználtak.

### 2008–2009: Japán meghódítása és aMirotic

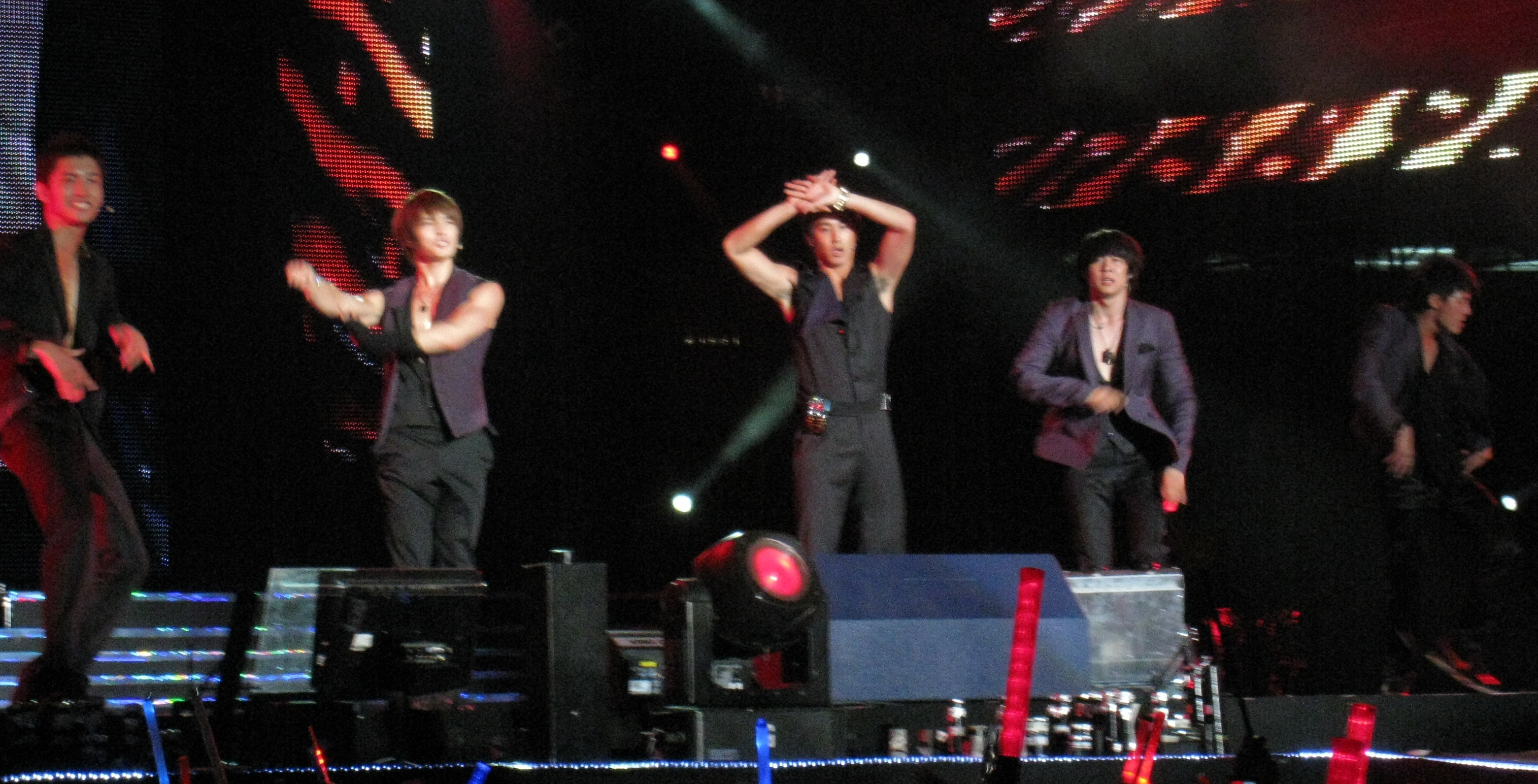
A TVXQ Bangkokban 2009-ben az SM Town Live koncerten

2008. január 16-án a TVXQ Purple Line című dala az Oricon slágerlistájának első helyén debütált, ezzel az együttes első toplistavezető dala lett a szigetországban, amivel a külföldi fiúegyüttesek tekintetében rekordot állítottak fel. Az ezt követő T című nagylemezük a negyedik helyen nyitott. A Rhythm Zone bejelentette, hogy az együttes a Trick projekt keretében öt kislemezt fog megjelentetni, amelyeken az egyes tagok szólói szerepelnek. Áprilisban újabb japán kislemez következett Beautiful You / Sennen Koi Uta címmel, amivel külföldiként másodszorra is vezették az Oricon-slágerlistát, ezzel beállítva Oujang Fej-fej (Ouyang Fei-fei) (歐陽菲菲) 24 évvel korábbi rekordját. Júniusban a TVXQ visszatért Koreába az éves Annual Dream koncertre. Június 12-én Pekingben zárták előző év februárjában indított ázsiai turnéjukat. Ezután visszautaztak Japánba, ahol a Dósite kimi o szuki ni natte simattandaró? című kislemezük ismételten toplistavezető lett, majd felléptek az Avex 20. évfordulóján tartott részvényesi gyűlésen és az a-nation fesztiválon. Augusztusban az együttes visszatért Koreába az SMTown Live '08 koncerte, ahol többek között BoA, a Girls’ Generation, a SHINee és a Super Junior társaságában léptek el.
Negyedik koreai nagylemezük, a Mirotic szeptember 24-én jelent volna meg, ám a nagy számú előrendelések miatt a dátumot két nappal el kellett tolni. A lemez a toplisták élén debütált 307 974 eladott példánnyal. Négy hónappal később az album átlépte az 500 000-es eladást, amire hat éve nem volt példa az országban. Érdekesség, hogy az album a későbbi években is keresett maradt, 2012 júliusáig összesen 600 857 darab fogyott el belőle, amivel a TVXQ az S.M. Entertainment legsikeresebb idolegyüttese lett. A Mirotic új szó, a koreai miro (미로, „labirintus”) és az angol -tic melléknévi végződés összevonásából keletkezett, az eredeti koreai cím Csumun (주문, „bűbáj”). Októberben kiadták a Mirotic címadó dalának japán nyelvű verzióját Dzsumon: Mirotic címmel, amely ismét első helyen nyitott az Oriconon. Szilveszterkor felléptek a rangos Kóhaku uta gasszen televíziós fesztiválon, ahová kizárólag meghívásos alapon kerülhetnek be a japán zenei életre legnagyobb hatással bíró előadók.
- BoleroA TVXQ élőben adja elő a Bolero c. dalt a Tokyo Dome-ban.

Nem tudod lejátszani a fájlt?
Huszonötödik japán kislemezük Bolero/Kiss the Baby Sky/Vaszurenaide címmel jelent meg 2009 januárjában, ismét első helyet érve el a slágerlistán. Ezt márciusban a Survivor követte, ami megszakította a sorozatos első helyezéseket, harmadik helyezett lett. A két kislemez után kiadták a negyedik japán albumukat The Secret Code címmel, amely második helyen nyitott az Oriconon, Hamaszaki Ajumi mögött. Kilenc állomásos japán turnéra indultak, amit a Tokyo Dome-ban fejeztek be, ők lettek az első dél-koreai együttes, akik felléphettek Japán legnagyobb koncertstadionjában (az első koreai énekes Rain volt). A turné összesen több mint 300 000 nézőt vonzott. Április 22-én kiadták Share the World/We Are! című kislemezüket, ami ismét a slágerlisták élén debütált. Ezt a Stand by U követte, ami 182 060 eladott darabbal az Oricon heti listájának második helyén végzett.
Az együttes 4th Live Tour 2009 – The Secret Code – Final in Tokyo Dome DVD-je az első héten 171 000 példányban fogyott, összesen pedig 353 000 példányban, amivel a legsikeresebb külföldi előadó lett a japán DVD-eladások tekintetében. A korábbi rekordot 2003 óta a The Beatles és a Led Zeppelin tartotta. A TVXQ lett az első külföldi előadó, aminek sikerült elérni a 100 000-es küszöböt a DVD-eladásoknál, és érdekesség, hogy később az együttesből kivált JYJ lett a második: 2010-ben kiadott Thanksgiving Live in Dome című DVD-jükből 119 000 darab fogyott.

### 2009–2010: Per és kettéválás

A TVXQ utolsó közös fellépése a Kóhaku uta gasszenben

2009. július 31-én Hero, Micky és Xiah pert indított az S.M. Entertainment ellen, kifogásolva a 13 évre kötött szerződésüket, melyet méltánytalannak tartottak, és 3 milliárd von kártérítést követeltek a kiadótól. Az együttes három tagja úgy vélte, a kiadó a tudtuk és beleegyezésük nélkül változtatta meg a szerződésük feltételeit, olyan programokat szerveztek, amikbe az együttes nem egyezett bele, és a keresetüket nem igazságosan osztotta szét a menedzsmentjük. A három énekes állításuk szerint megpróbált beszélni a kiadóval az ügy házon belüli lerendezése érdekében, azonban a kiadó nem volt hajlandó rendezni a vitás kérdéseket, ezért terelték jogi útra az ügyüket. A kiadó állítása szerint a három TVXQ-tag a privát kozmetikai reklámszerződésük miatt akart szerződést bontani velük, és kizárólag a pénz motiválta őket. A per bejelentésének hatására az S.M. Entertainment részvényeinek értéke 10%-ot zuhant.
Miközben a per zajlott, a TVXQ japán kiadója kiadta az együttes Break Out! című kislemezét, amiből 255 917 darab fogyott, ezzel megdöntve Elton John korábbi rekordját a TVXQ lett az első heti kislemezeladások tekintetében a legsikeresebb külföldi előadó Japánban. Ezt a Toki o tomete követte 2010 márciusában – ez volt az utolsó kislemez, ami az eredeti TVXQ-felállásban jelent meg. A dal a Best Selection 2010 válogatáslemezre is felkerült, ami dupla platina minősítést kapott 500 000 eladott példánnyal alig egy hónappal a megjelenés után. A TVXQ ötfős felállásban utoljára a 2009-es Kóhaku uta gasszen műsorban lépett fel december 31-én.
2010. április 3-án az Avex közölte, hogy a TVXQ tevékenysége átmenetileg szünetel. Néhány nappal később a Rhythm Zone bejelentette, hogy Hero, Micky és Xiah JYJ néven folytatja tovább pályafutását, később azonban felfüggesztette az újonnan alakult együttes támogatását. A TVXQ így két részre szakadt. A felbomlás után a kiadóval fontolgatták, hogy új tagokkal pótolják a régieket, végül azonban elvetették az ötletet. U-Know és Max augusztustól szeptemberig TVXQ név alatt léptek fel duóként az S.M. Entertainment SMTown Live '10 World Tour turnéján Szöulban, Los Angeles-ben és Sanghajban. November 23-án az S.M. hivatalosan is bejelentette, hogy U-Know és Max duóként folytatja. A kétfősre csökkent együttes Japánban az Avexszel is szerződést újított duóként.
Hosszú pereskedés után, 2012 novemberében közös megegyezéssel lezárult a JYJ és az S.M. Entertainment között zajló vita, melynek eredményeképp 2009. július 31-től számítva megszüntetettnek tekintik a három énekes szerződését, és a felek innentől nem szólhatnak bele egymás tevékenységébe.

### 2011: Visszatérés duóként
Amire ötfős csapatként képesek voltunk, valóban különbözik attól, amire duóként képesek vagyunk. Amíg öten voltunk, ki tudtuk egészíteni egymás gyengeségeit, de most csak ketten vagyunk. Amíg egyikünk énekel, a másiknak táncolnia kell.

A TVXQ-duó a Keep Your Head Down videóklipjében

A TVXQ 2011. január 5-én megjelentette első, duóként kiadott albumát Keep Your Head Down címmel, amely két héttel a megjelenés után első helyezett lett a Kaon eladási listáján. A lemezből 2011 első felében 230 922 példány fogyott, amivel a legtöbbet eladott album lett abban a félévben. Az album újracsomagolt változata 55 243 példányban kelt el. A címadó dal japán verziója, a Why? (Keep Your Head Down) az Avex Trax gondozásában jelent meg kislemezként január 26-án, első helyet szerezve az Oricon napi, heti és havi ranglistáján is. Összesen 231 000 darabot adtak el belőle. Superstar című kislemezük 184 000-es eladással aranylemez lett. Augusztusban két év kihagyás után ismét az a-nation fesztiválon léptek fel, öt városban, majd a tokiói zárókoncerten utolsó fellépőként szerepeltek, ami a fesztivál történetében először fordult elő, nyolc éven át minden alkalommal Hamaszaki Ajumi volt az utolsó (azaz a legnagyobb nevű) fellépő. Szeptember 2–4. között az SMTOWN Live in Tokyo koncerten vettek részt a Tokyo Dome-ban. Szeptember 19-én, két és fél év után megjelent az együttes új japán kislemeze, a B.U.T (BE-AU-TY), amit szeptember 28-án a TONE című nagylemez követett. Az albumból az első héten 205 000 darab fogyott, amivel megdöntötték Bon Jovi 2000-ben felállított rekordját. Az album platinaminősítést kapott két héttel a megjelenése után. Ez volt az együttes első stúdióalbuma, ami vezette az Oricon heti és havi slágerlistáját is.
Október harmadikán Koreában léptek fel a 2011 Hallyu Dream Concert rendezvényen Kjongdzsuban, többek között az Infinite, a Girls’ Generation, GD & TOP, az MBLAQ, a 4Minute és a Beast társaságában 20 000 néző, köztük 5000 külföldi előtt. A koncertet október 6-án felvételről leadta az Mnet tévécsatorna. Október 9-én az együttes részt vett a KBS csatorna által szervezett New York–Korea Festivalon, amely Dél-Korea ENSZ-tagságának 20. évfordulóját volt hivatott megünnepelni. A koncertet 40 000 fős közönség előtt New Jerseyben tartották, és a KBS2 csatorna október 22-én vetítette. Az SMTOWN Live in New York koncert keretében a Madison Square Gardenben léptek fel október 23-án a Girls’ Generation, a SHINee, a Super Junior, BoA és Kangta mellett, 15 000 fő előtt. November 12-én a Sydneyben tartott 2011 K-pop Music Festival utolsó fellépője voltak.
November 30-án megjelent következő japán kislemezük, a Winter Rose, amit a Seven & i Holdings reklámfilmjeihez is felhasznált. Az együttes a kiadójuk december 13-án megjelent 2011 Winter SMTown – The Warmest Gift válogatásalbumán a Sleigh Ride című dallal működött közre. December végén részt vettek a Kóhaku uta gasszen műsorban a japán NHK csatornán.

### 2012–2013:Catch Meés turnék
- HumanoidsRészlet a TVXQ-duó Humanoids című dalából.

Nem tudod lejátszani a fájlt?
A TVXQ 2012 elején januártól áprilisig Japánban turnézott, kilenc városban összesen 550 000 fő előtt léptek fel, ez volt a legnagyobb nézőszámú turné a K-pop történelmében, amelyre percek alatt az összes jegy elkelt. Az együttes három egymást követő koncertet adott a Tokyo Dome-ban, ezt korábban csak Michael Jackson és a Backstreet Boys tudta véghezvinni. Márciusban megjelent Still című kislemezük első helyezett lett az Oricon heti listáján mintegy 138 664 eladott példánnyal. Ezzel az együttes megdöntötte BoA korábbi rekordját: 26 kislemezük szerepelt az első tízben az Oriconon, illetve tízszer vezették a kislemezlistát, ami szintén rekordnak számított külföldi előadó esetében.
Május 12-én felléptek a Seoul World Cup Stadionban rendezett 18. Annual Dream Concerten, melynek célja a hátrányos helyzetű koreai fiatalok megsegítése volt. Ezt az SMTOWN Live World Tour III koncert követte a kaliforniai Anaheimben május 20-án, majd az együttes fellépett az MBC csatorna által szervezett 2012 MBC Korean Music Wave in Google koncerten, melyet a YouTube világszerte élőben közvetített. Ezt az SMTOWN-turné második állomása követte június 9-én Tajvanon.
Június 30-án és július 1-jén Szaitamában, a Super Arenában összesen 88 000-es közönséggel tartottak rajongói találkozót, majd ezt megismételték Kóbe városában is, ahol 32 000-en látogattak el a rendezvényre. Ez volt a legnagyobb rajongói találkozó a japán könnyűzene történelmében. Július 11-én újabb japán kislemezük jelent meg Android címmel, amelyből az első napon 98 550 darab fogyott, ezzel a TVXQ tizenegyedik alkalommal került az Oricon heti toplistájának élére. Kislemezeladás tekintetében a valaha volt legsikeresebb nemzetközi együttes lett az Oricon történetében, addigi pályafutásuk során összesen 3,1 millió darabot adtak el kislemezeikből a szigetországban, megdöntve a The Carpenters együttes tíz éve fennálló rekordját.
Szeptember 24-én megjelent hatodik koreai stúdióalbumuk, a Catch Me, illetve bejelentették, hogy világ körüli turnéra indulnak november 17-én. November 26-án az együttes kiadta az album újracsomagolt verzióját, amelyen új dal is található Humanoids címmel.
2013. január 16-án az együttes bejelentette hatodik japán nagylemezének, a Time-nak a megjelenési dátumát, mely március 6-a lett. A Catch Me japán nyelvű változara több mint 137 000 példányban fogyott, ezzel tizenkedttedik alkalommal voltak listavezetőek az Oriconon.
A TVXQ 2013 áprilisában Time Tour címmel japán turnéra indult, aminek során mind az öt nagy koncertstadiont (dome) érintették, elsőként a koreai előadók közül. Ők lettek a negyedik külföldi együttes, akik mind az öt dome-ban koncertet adtak Japánban. A koncerteket összesen 850 000 ember látta a helyszínen, valamint a koncertet 38 moziban is vetítették. A turné bevétele meghaladta a 110 millió dollárt.
2013. december 26–27-én az együttes két koncertet tartott Time Slip címmel a Korea International Exhibition Centerben Kojang (Goyang)ban, 10 éves évfordulójuk alkalmából.

### 2014–2015: Tizedik évforduló, katonai szolgálat
2014. január 6-án jelent meg az együttes tizedik évfordulós nagylemeze, a Tense. Első helyezett volt a Kaon (Gaon) nagylemezlistáján, 73 100 eladott példánnyal az első héten. Az első hónapban 194 198 darab fogyott belőle, ezzel a januári hónap legtöbbet eladott albuma volt. A lemezt általánosságban pozitívan fogadták a kritikusok. Az album neo soul-elemeket tartalmaz, a kimásolt kislemez, a Something pedig swing jazzre épít. A kislemez negyedik helyen debütált a Kaon (Gaon) kislemezlistáján, és hetedik volt a Billboard K-pop Hot 100 listáján. A Tense bővített kiadásban újra megjelent 2014. február 27-én Spellbound címmel.
A TVXQ hetedik japán nagylemeze Tree címmel 2014. március 5-én jelent meg. Első helyen debütált az Oricon albumlistáján, 225 000 eladott példánnyal. Ezzel ők lettek az első külföldi együttes, akiknek egymást követő három albuma az első héten több mint 200 000 példányban fogyott, megdöntve ezzel a Bon Jovi tizenhárom éves rekordját. 2014 áprilisa és júniusa között Japánban turnéztak, a Tree: Live Tour 2014 600 000 nézőt vonzott.
2014. augusztus 30-án a duó bejelentette 2015. évi új japán arénaturnéját. 2014. december 17-én megjelent következő japán lemezük, a With. Év végén ázsiai turnéra indultak, Korea mellett Kínában, Tajvanon és Thaiföldön léptek fel. 2014. december 26-án a sanghaji Madame Tussauds-múzeumban kaptak saját viaszbábut. Eladások tekintetében a TVXQ 2014-ben az ötödik legnagyobb bevételre szert tett előadó volt Japánban, 3,691 milliárd jennel.
2015 júliusában, egy nappal U-Know hadseregbe bevonulása előtt megjelent Rise as God című koreai lemezük, mely első helyen debütált a slágerlistán. Max novemberben kezdte meg kötelező katonai szolgálatát rendőrként.

### 2017–: Turnék,New Chapter,Tomorrow,XV
U-Know 2017. április 20-án szerelt le, Max pedig augusztus 18-án. Szeptember 30. és október 15. között TVXQ Special Comeback Live: Your Present címmel tartották visszatérő koncertjüket Szöulban és Makaón. Október 25-én megjelent Fine Collection: Begin Again című japán válogatáslemezük, melyen 2011 óta megjelent dalok szerepeltek. A Begin Again turné novemberben indult és 2018 januárjában ért végen a Nissan Stadiumban. A turné új rekordot döntött a K-pop számára Japánban, több mint egymillió eladott jeggyel. December 20-án adták ki Reboot című kislemezüket, mely második helyen debütált az Oricon heti listáján.
A duó nyolcadik koreai nagylemeze New Chapter #1: The Chance of Love címmel 2018. március 28-án jelent meg, melyet a Circle #welcome koncertsorozat követett május 5-én és 6-án Szöulban. Ezt követően Hongkongban és Bangkokban léptek fel. A New Chapter #1 első helyen debütált a Kaon (Gaon) slágerlistáján, a havi listán pedig negyedik helyen végzett. A TVXQ Road című japán kislemeze júliusban jelent meg és második lett az Oriconon. Kilencedik japán nagylemezük Tomorrow címmel szeptember 18-án került a boltokba. New Chapter #2: The Truth of Love című koreai középlemezük december 26-án jelent meg, az együttes debütálásának 15. évfordulójára.
Tizedik japán nyelvű lemezük XV címmel jelent meg 2019. október 16-án, debütálásuk 15. évfordulójára. Ez lett a nyolcadik lemezük, amelyik vezette az Oricon nagylemezlistáját, és ezzel megdöntötték BoA rekordját, az első és egyetlen külföldi előadó lettek, akiknek nyolcszor  sikerült vezetniük a slágerlistát.
2020 májusában, a Covid19-pandémia miatt teljesen online tartott Beyond Live koncertsorozat részeként a TVXQ is fellépett.

## Tagjai
| Jelenlegi tagok (2003–)           |               |               |                             |     |
| Művésznév                         | Születési név | Születési név | Születési idő               | Kép |
| Művésznév                         | Magyaros      | Hangul        | Születési idő               | Kép |
| U-Know                            | Csong Junho   | 정윤호        | 1986. február 6. (39 éves)  |     |
| Max 최강창민 (Cshögang Cshangmin) | Sim Cshangmin | 심창민        | 1988. február 18. (37 éves) |     |

| Korábbi tagok (2003–2009)          | Korábbi tagok (2003–2009) | Korábbi tagok (2003–2009) | Korábbi tagok (2003–2009)    | Korábbi tagok (2003–2009) |
| Művésznév                          | Születési név             | Születési név             | Születési idő                | Kép                       |
| Művésznév                          | Magyaros                  | Hangul                    | Születési idő                | Kép                       |
| ---------------------------------- | ------------------------- | ------------------------- | ---------------------------- | ------------------------- |
| Hero 영웅재중 (Jongung Dzsedzsung) | Kim Dzsedzsung            | 김재중                    | 1986. január 26. (39 éves)   |                           |
| Micky                              | Pak Jucshon               | 박유천                    | 1986. június 4. (38 éves)    |                           |
| Xiah 시아준수 (Sia Dzsunszu)       | Kim Dzsunszu              | 김준수                    | 1986. december 15. (38 éves) |                           |

## Zenei stílus, dalszerzői tevékenység
A TVXQ dalai változatos zenei stílusokat tükröznek, albumaikon egyaránt megtalálható a dance, a pop, az R&B, az a cappella, vagy akár a dubstep, az electronica és a rock is. Az öttagú TVXQ kifejezetten híres volt énekegyüttesként is a cappella-előadásaikról, különösen Japánban, ahol főképp vokáltehetségükkel tűntek ki, míg Koreában inkább a táncolható dalaikkal voltak sikeresebbek.
Bár dalaik többségét az S.M. Entertainment dalszerzői írták, az együttes tagjai több dalban is közreműködtek szövegíróként, illetve maguk is komponáltak. U-Know Xiahval és Mickyvel közösen szerezte a Love After Love című dal szövegét a Rising Sun albumra, illetve maga írta a Spokesman és a Checkmate című szólóit.
Xiah írta a Ne kjote szumszül szu ittdamjon (네 곁에 숨쉴 수 있다면) című dalt, amely az együttes harmadik lemezén jelent meg, illetve két saját szólódalát, a My Page-et és a Rainy Nightot is. 2008-ban a Mirotic című albumra a Noul... Paraboda (노을... 바라보다) című dal szövegét írta. 2009-ben Xiahtic című szólódala az együttes Break Out! című japán kislemezén is megjelent.
Hero a TVXQ Bolero/Kiss the Baby Sky/Vaszurenaide című huszonötödik japán kislemezére Vaszurenaide (忘れないで; Hepburn: Wasurenaide, ’Don't Forget’) címmel írt dalt. A dal a The Secret Code című nagylemezükön is megjelent, amin Kim másik két szerzeménye, a 9095 és a 9096 is szerepelt. A Vaszurenaidét Japánban egy kozmetikumreklámban is felhasználták. A Mirotic albumon Don't Cry My Lover címmel jelent meg dala. Mickyvel közösen írta a Kiss sita mama, szajonara (Kissしたまま、さよなら; Hepburn: Kiss Shita Mama, Sayonara, ’As We Kiss, Goodbye’) című dalt, ami a T című albumon kapott helyet.
Micky ezen kívül a My Girlfriend dalszövegéért is felelős volt, valamint 2007-ben a 2007 Winter SMTown – Only Love című albumon jelent meg az Evergreen című dala. Az együttes Mirotic című albumára Szarang annjong szarang (사랑 안녕 사랑, „Szerelem, viszlát szerelem”) címmel írt dalt.
Max a Love in the Ice, a Kobek (고백) és az I Swear  koreai dalszövegét írta.

## Imidzsük és kulturális hatásuk
A TVXQ-t minden idők egyik legnagyobb, legendás K-pop-együtteseként tartják számon, az MTV Iggy a 2000-es évek tíz legjelentősebb K-pop-előadója közé sorolta. A koreai sajtó a „koreai hullám királyai”, illetve a „K-pop királyai” becenévvel látta el az együttest. Az együttes minden idők legsikeresebb koreai előadója Japánban, pályafutásuk során számos helyi rekordot megdöntöttek. Több későbbi idolegyüttes is példaképként tekintett rájuk, többek között a D-NA, a HITT, a Boyfriend vagy a T-ara, de Seungriról, a Big Bang együttes tagjáról is köztudott, hogy tinikora óta a TVXQ (különösen Xiah Junsu) rajongója.

## Incidensek
Az együttes 2004 augusztusában autóbalesetet szenvedett az autópályán, az együttes tagjai könnyebben sérültek, a sofőrjük meghalt. 2006 októberében majdnem tragédia történt, amikor egy antirajongó pillanatragasztóval összekevert üdítőitalt adott U-Knownak, akit kórházba szállítottak, de néhány nappal később ki is engedtek. A kiskorú elkövető ellen az énekes nem emelt vádat. 2008-ban Hero és Max egy rajongói találkozóra tartva újabb autóbalesetet szenvedtek, könnyű sérülésekkel. 2009-ben Xiah próba közben lábsérülést szenvedett el, aminek következtében egy időre tolószékbe kényszerült.
2008 novemberében az együttes Mirotic című dalát a Fiatalok Védelméért Bizottság erotikusan túlfűtöttnek és emiatt a fiatalokra káros hatásúnak ítélte meg, aminek következtében az albumra 19-es korhatáros karika került, és a dalt nem adhatták elő televíziós fellépések során, csak este 10 óra után. A dalszöveget is meg kellett változtatniuk, az eredeti I got you under my skin helyett I got you under my sky-ra. A cenzúra ellen a rajongók petíciót készítettek, amit több mint 15 000-en írtak alá.

## Reklámkampányok
A TVXQ pályafutása során számos televíziós és egyéb jellegű reklámot készített, főképp ázsiai piacok számára. Az ötfős együttest szponzorálta például a Samsung, a Fila és a japán üdítőital-gyártó Oronamin. Dalaikat is felhasználták reklámokhoz, például a Chevrolet és a Subaru. 2005-ben az együttes és BoA a Los Angeles Tourism Corporation See My L.A. kampányának szóvivője volt. 2007-ben a TVXQ-nak önálló heti rádióműsora volt a Japan FM Networkön TVXQ Bigeastation címmel. 2008-ban a Universal Studios Japan élménypark választotta őket nagykövetükké. Ugyanebben az évben lettek a Lotte Duty Free arcai.
A TVXQ-duó 2011-ben Koreában olyan márkákkal kötött szerződést, mint a Nike, a The Shilla Duty Free, a Pepsi, a Missha és a Lacoste. Japánban a 7-Eleven arca lett az együttes a Girls’ Generationnel együtt.

## Rajongói klub

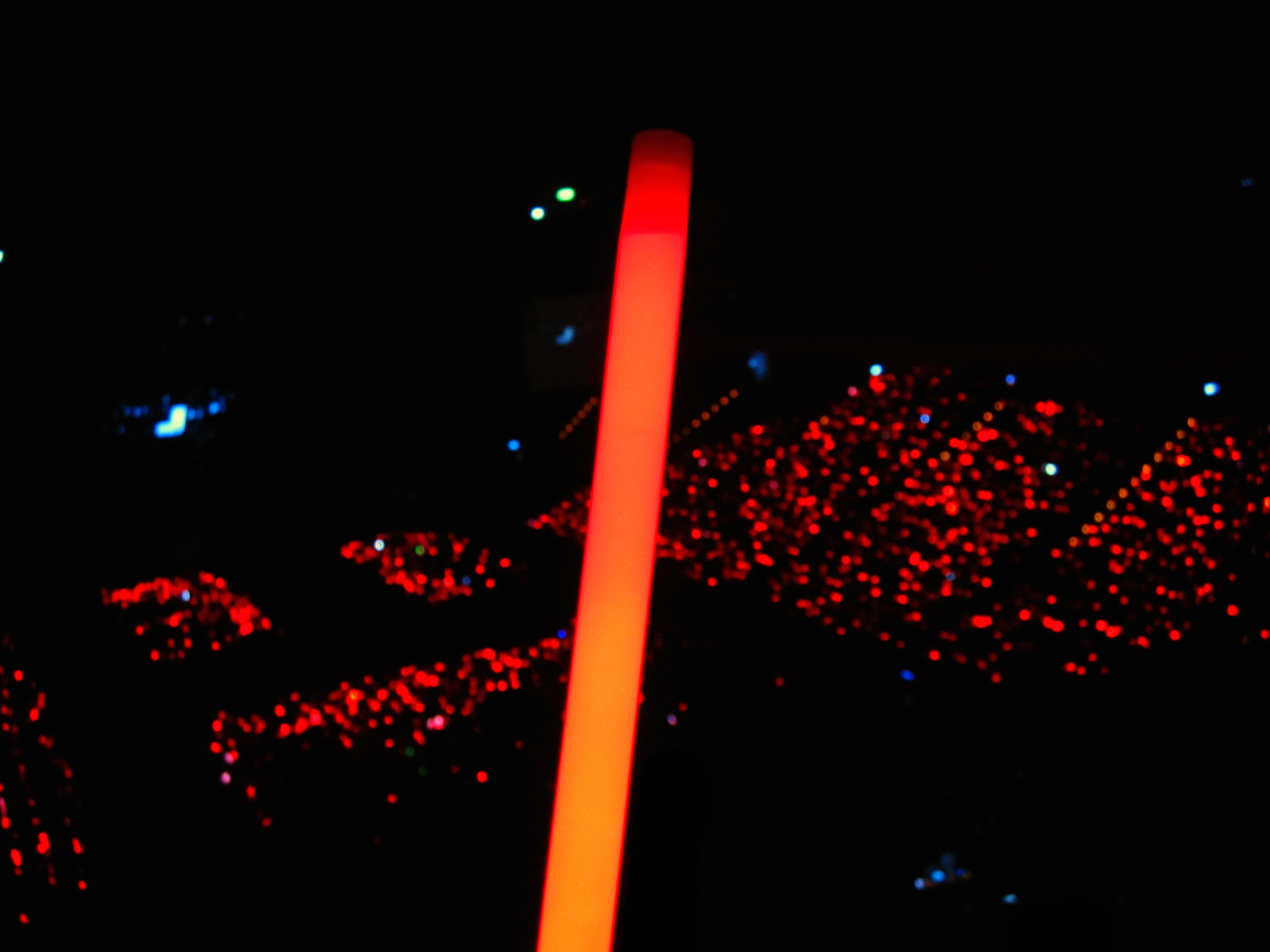
A Cassiopeia vörös világító rudakkal 2011-ben, Tajpejben

A TVXQ koreai rajongói klubjának neve Cassiopeia (a csillagkép után), a japán klub neve pedig BigEast. A Cassiopeia csillagkép W alakú, a számítógép billentyűzetén a TVfXQ is W alakot ad ki. A klub hivatalos színe a vörös. Több forrás szerint 2008-ban a Cassiopeia Guinness-rekorder lett, mint a legnagyobb rajongói klub a világon, 800 000 regisztrált taggal, azonban a Guinness World Records igazolta, hogy nem regisztráltak náluk ilyen rekordokat. A BigEastnek összesen körülbelül 200 000 tagja van.
Amikor Hero, Micky és Xiah pert indítottak az S.M. Entertainment ellen, 120 000 Cassiopeia-tag („Cassie”) kérvényt nyújtott be a szöuli bírósághoz a kiadó hosszú távú szerződései ellen felszólalva. A rajongói klub kártérítést is követelt a kiadótól, mivel az SM Town Live Concertet egy héttel a meghirdetett időpont előtt lemondták.

## Diszkográfia és filmográfia
Koreai stúdióalbumok
- Tri-Angle (2004)
- Rising Sun (2005)
- “O”-Csong.Pan.Hap (2006)
- Mirotic (2008)
- Keep Your Head Down (2011)
- Catch Me (2012)
- Tense (2014)
- Rise as God (2015)
- New Chapter #1: The Chance of Love (2018)

Japán stúdióalbumok
- Heart, Mind and Soul (2006)
- Five in the Black (2007)
- T (2008)
- The Secret Code (2009)
- TONE (2011)
- Time (2013)
- Tree (2014)
- With (2014)
- Tomorrow (2018)
- XV (2019)

## Turnék
Japán turnék
- 2006: Tohoshinki 1st Live Tour 2006 : Heart, Mind And Soul
- 2007: Tohoshinki 2nd Live Tour 2007 : Five In The Black
- 2008: Tohoshinki 3rd Live Tour 2008 : T
- 2009: Tohoshinki 4th Live Tour 2009 : The Secret Code
- 2012: Tohoshinki Live Tour 2012 : TONE
- 2013: Time: Live Tour 2013
- 2014: Tree: Live Tour 2014
- 2015: With: Live Tour 2015
- 2017–2018: Begin Again: Live Tour
- 2018–2019: Tomorrow: Live Tour
- 2019–2020: XV: Live Tour

Ázsiai és világ körüli turnék
- 2006: The 1st Asia Tour : Rising Sun
- 2007-2008: The 2nd Asia Tour : O-Jung Ban Hab
- 2009: The 3rd Asia Tour : Mirotic
- 2012-2013 : TVXQ! World Tour Catch Me
- 2014–2015: Tistory: Special Live Tour
- 2018–2019: Circle Tour

## Díjak és elismerések
A TVXQ együttes pályafutása során 2013-ig több mint 70 díjat kapott és számos egyéb elismerésben részesült. A presztízses koreai díjátadók tekintetében kilenc díjat vihettek haza a Seoul Music Awardsról, hetet pedig a Golden Disk Awardsról és összesen tizennyolcat az Mnet díjátadó gáláiról. Négyszer nyerték el a rangos Japan Gold Disc Awardot és háromszor a Japan Record Awardot. Dalaik tizenkilencszer nyertek az egyik legnézettebb televíziós zenei műsorban, az Inkigayo-ban.

### Fordítás
- Ez a szócikk részben vagy egészben  a   TVXQ című angol Wikipédia-szócikk ezen változatának fordításán alapul.  Az eredeti cikk szerkesztőit annak laptörténete sorolja fel. Ez a jelzés csupán a megfogalmazás eredetét és a szerzői jogokat jelzi, nem szolgál a cikkben szereplő információk forrásmegjelöléseként.